# 마르틴 비티크
마르틴 비티크(체코어: Martin Vitík, 2003년 1월 21일 ~ )는 체코의 축구 선수이다. 그의 포지션은 수비수로, 현재 이탈리아 세리에 A의 볼로냐에서 활약하고 있다.

## 클럽 경력
비티크는 크랄루브 두브르와 템포 프라하를 거쳐 스파르타 프라하 유소년 팀에 입단했다. 2020년 10월 22일, 그는 4-1로 패한 릴과의 UEFA 유로파리그 경기에서 스파르타 프라하 소속으로 데뷔전을 치렀다. 2021년 3월 23일, 그는 스파르타 프라하와 2024년까지 첫 프로 계약을 맺었다.

## 국가대표팀 경력
비티크는 체코 청소년 국가대표로 활약중이며 그는 2021년 UEFA U-21 축구 선수권 대회를 위해 체코 U-21 대표팀에 소집되었다.
2023년 11월 20일, 비티크는 몰도바와의 UEFA 유로 2024 예선 경기에서 체코 축구 국가대표팀 데뷔전을 치렀다.

## 수상 내역

### 클럽
스파르타 프라하
- 체코 1부 리그: 2022–23[5]